# Országgyűlési Őrség
Az Országgyűlési Őrség az Országgyűlésről szóló 2012. évi XXXVI. törvény rendelkezései alapján 2013. január 1-jével felálló, önálló központi költségvetési szerv. Feladatai közé tartozik majd a házelnök személyi védelme, az Országház és az Országgyűlési Irodaház objektumvédelme, tűzbiztonsági, díszelgési és protokolláris feladatok ellátása is. A házőrök testi kényszert is alkalmazhatnak a honatyák ellen. Történelmi előképe az 1912-ben alakult, az üléstermi rendfenntartással is foglalkozó Képviselőházi Őrség.
A 2013. január 1-jével megalakuló őrség tagjai 2012. december 28-án tették le esküjüket a Parlament kupolatermében, a Szent Korona előtt.
Az Országgyűlési Őrség egyenruhája zöld-fekete, bordó díszítéssel.

## Működése
Az Országgyűlési Őrség parancsnokát a házelnök nevezi ki. Egyes, az Országgyűlési Őrség irányításával összefüggő jogokat a háznagy gyakorolhat. A rendészetért felelős miniszter [ti. belügyminiszter] a házelnök véleményének kikérésével rendeletben szabályozza az Országgyűlési Őrség szolgálati szabályzatát, egyenruházati szabályzatát az őrök képesítési követelményeit, a Htsz. szerint az Országgyűlési Őrségre vonatkozó egyéb szabályokat.
Az Országgyűlési Őrség kezdeti tagjait nagyrészt ugyanazok alkotják, akik korábban ezt a feladatot a Köztársasági Őrezred, illetve később a Készenléti Rendőrség keretein belül ellátták. A parlament védelmét az Országgyűlési Őrség létrehozása előtt 266 rendőr látta el, a státusokat a Belügyminisztérium adja át az Országgyűlésnek.
A tervek szerint a 349 fővel (ebből 10 fő köztisztviselő, a többi hivatásos) induló szervezet létrehozására 2,3 milliárd forintot különítettek el. A legnagyobb tételek közé az új, minden más fegyveres szervtől különböző egyenruha beszerzése fog tartozni.

## Parancsnokai
- Tóth László r. alezredes (2013. január 1-től),[7] korábban a Köztársasági Őrezred Személyvédelmi Főosztályának osztályvezetője

## Jogszabályok
- Magyarország Alaptörvénye 5. cikk (9) bekezdés
- 2012. évi XXXVI. törvény az Országgyűlésről XIII. fejezet
- Az Országgyűlési Őrséget megemlítő jogszabályok